# 1780
| 1780               |
| ------------------ |
| Dødsfald - Fødsler |
| • Begivenheder     |

| Gregoriansk kalender | 1780 MDCCLXXX           |
| Ab urbe condita      | 2533                    |
| Armensk kalender     | 1229 ԹՎ ՌՄԻԹ            |
| Kinesiske kalender   | 4476 – 4477 己亥 – 庚子 |
| Etiopisk kalender    | 1772 – 1773             |
| Jødisk kalender      | 5540 – 5541             |
| Hindukalendere       |                         |
| - Vikram Samvat      | 1835 – 1836             |
| - Shaka Samvat       | 1702 – 1703             |
| - Kali Yuga          | 4881 – 4882             |
| Iransk kalender      | 1158 – 1159             |
| Islamisk kalender    | 1194 – 1195             |

Konge i Danmark: Christian 7. 1766-1808
Se også 1780 (tal)

## Begivenheder
- 4. maj - Epsom Derby (opkaldt efter Jarlen af Derby) afvikles for første gang.
- 10. oktober – Den store orkan, der dette år ramte Caribien, regnes for den mest ødelæggende nogensinde, idet mere end 22.000 mennesker menes at være omkommet

## Født
- 21. maj – Elizabeth Fry, britisk filantrop (født 1845).
- 1. juli – Carl von Clausewitz
- 17. november – P. O. Brøndsted

## Dødsfald
- 29. november – Kejserinde Maria Theresia dør 63 år gammel.